# Cubana de Aviación
Cubana de Aviación is een Cubaanse luchtvaartmaatschappij met thuisbasis in Havana.

## Geschiedenis
Cubana de Aviación werd opgericht in 1929 als Compania Nacional Cubana de Aviación Curtiss door de Amerikaan Clement Melville Keys en de Curtiss Aviation Group. Het begon als vliegschool en voerde chartervluchten uit. In 1930 begon de maatschappij met het uitvoeren van lijndiensten. De vloot bestond uit toestellen zoals de Curtiss Robin, Sikorsky S-38, Ford Trimotor en de Lockheed L-10 Electra.
In 1932 nam Pan American Airways de maatschappij over en de naam van Curtiss werd geschrapt uit de bedrijfsnaam. Het was een van de oprichters van de IATA tijdens een conferentie in Havana in april 1945. In hetzelfde jaar werd de eerste internationale vlucht uitgevoerd met een Douglas DC-3 naar Miami. Vanaf 1946 was de naam Cubana de Aviación en in 1948 werd de eerste trans-Atlantische vlucht uitgevoerd naar Madrid met een Douglas DC-4. Het belang van Pan American Airways werd geleidelijk kleiner en in 1954 waren alle aandelen van Cubana de Aviación in Cubaanse handen. Cubana vervoerde in 1955 meer dan 227.000 passagiers en telde 715 werknemers tegen het einde van het jaar.
In mei 1959 besloot de nieuwe revolutionaire regering van Cuba alle luchtvaartbedrijven te nationaliseren. Drie andere luchtvaartmaatschappijen, Aerovías Q, Cuba Aeropostal en Expreso Aéreo Interamericano, gingen op in Cubana. De officiële naam werd Empresa Consolidada Cubana de Aviación en het bedrijf werd op 27 juni 1961 actief.
Met het verbreken van de diplomatieke betrekkingen met de Verenigde Staten (VS) in 1961 en het invoeren van een embargo een jaar later, werden de vluchten tussen Cuba en de VS geannuleerd. Cubana kon verder geen Amerikaanse vliegtuigen en onderdelen meer kopen. De Sovjet-Unie werd de belangrijkste leverancier en in de vroege jaren 60 werden de Iljoesjin Il-14 en Iljoesjin Il-18 bij de vloot gevoegd voor binnenlandse vluchten.
Na het uiteenvallen van de Sovjet-Unie werd het voor Cubana moeilijker om de vloot van Sovjet toestellen in bedrijf te houden. Cuba had zelf weinig geld, het kon geen buitenlandse leningen aangaan om de vliegtuigen te vervangen en het Amerikaanse embargo was nog steeds van kracht. Toestellen van het Europese Airbus vielen ook onder het embargo omdat Amerikaanse onderdelen meer dan 10% van de toestellen uitmaken. De laatste levering van drie nieuwe Iljoesjin Il-62M’s had eind 1990 en begin 1991 plaatsgevonden. Cubana zag wel kansen om westerse vliegtuigen te leasen. In 1998 tekende het een contract voor vier tweedehands ATR 42 toestellen. Aan het begin van de 21e eeuw was de Russische vliegtuigindustrie weer opgekrabbeld en werden nieuwe vliegtuigen aangeboden. In 2004 werd een order geplaatst voor Iljoesjin Il-96 toestellen die grotendeels door de Russische staatsbanken werden gefinancierd. In 2012 werden Oekraïense Antonov An-158s bij de vloot gevoegd.

## Vloot
De vloot van Cubana de Aviación bestond in juli 2016 uit de volgende toestellen.
- 4 Iljoesjin IL-96M
- 6 Antonov An-158
- 4 Tupolev TU204-100

## Ongeval
- Op 3 september 1989 stortte een Iljoesjin Il-62M van Cubana neer bij de luchthaven. Het was net opgestegen met bestemming Milaan, maar door barre weersomstandigheden verloor het snel hoogte. Alle 126 inzittenden kwamen hierbij om het leven en verder nog 24 mensen op de grond.[4]
- Op 18 mei 2018 verongelukte vlucht CU-972 van Cubana nabij de luchthaven van José Martí International Airport. De vlucht werd uitgevoerd met een Boeing 737-200 Adv., een vliegtuig geleased van Global Air (Aerolíneas Damojh, S.A. de C.V.). Er waren 107 passagiers aan boord en 6 bemanningsleden. Het toestel was op weg van Havanna naar Holguín. Er vielen 112 doden.[5]